# فاروق شوشه
فاروق محمد شوشه (۹ ژانویه ۱۹۳۶ در روستای الشعراء در استان دمیاط- ۱۴ اکتبر ۲۰۱۶) یک شاعر اهل مصر بود. وی از سال ۱۹۷۷ تا ۲۰۰۶ مجری برنامه تلویزیونی محبوب «أمسیة ثقافیة» ("عصر فرهنگی") بود.
او حافظ قرآن و فارغ‌التحصیل دانشگاه دارالعلوم در سال ۱۹۵۶ است. او بعد از ادامهٔ تحصیل در دانشگاه آمریکایی ادبیات عرب در قاهره مشغول به تدریس شد. وی مدیر بخش‌های مختلف صدا و سیمای مصر شد. از مهمترین مقام‌های ایشان می‌توان به ریاست فرهنگسرای ادبیات عرب در مصر اشاره کرد.
مصطفی عبدالغنی دربارهٔ فعالیت‌های ادبی شوشه کتابی با عنوان (البنیة الشعریة) را تألیف کرد.
تا کنون چندین همایش در رابطه با نقد و بررسی تألیفات شوشه از سوی وزارت فرهنگ مصر صورت گرفته‌است.

## تالیفات

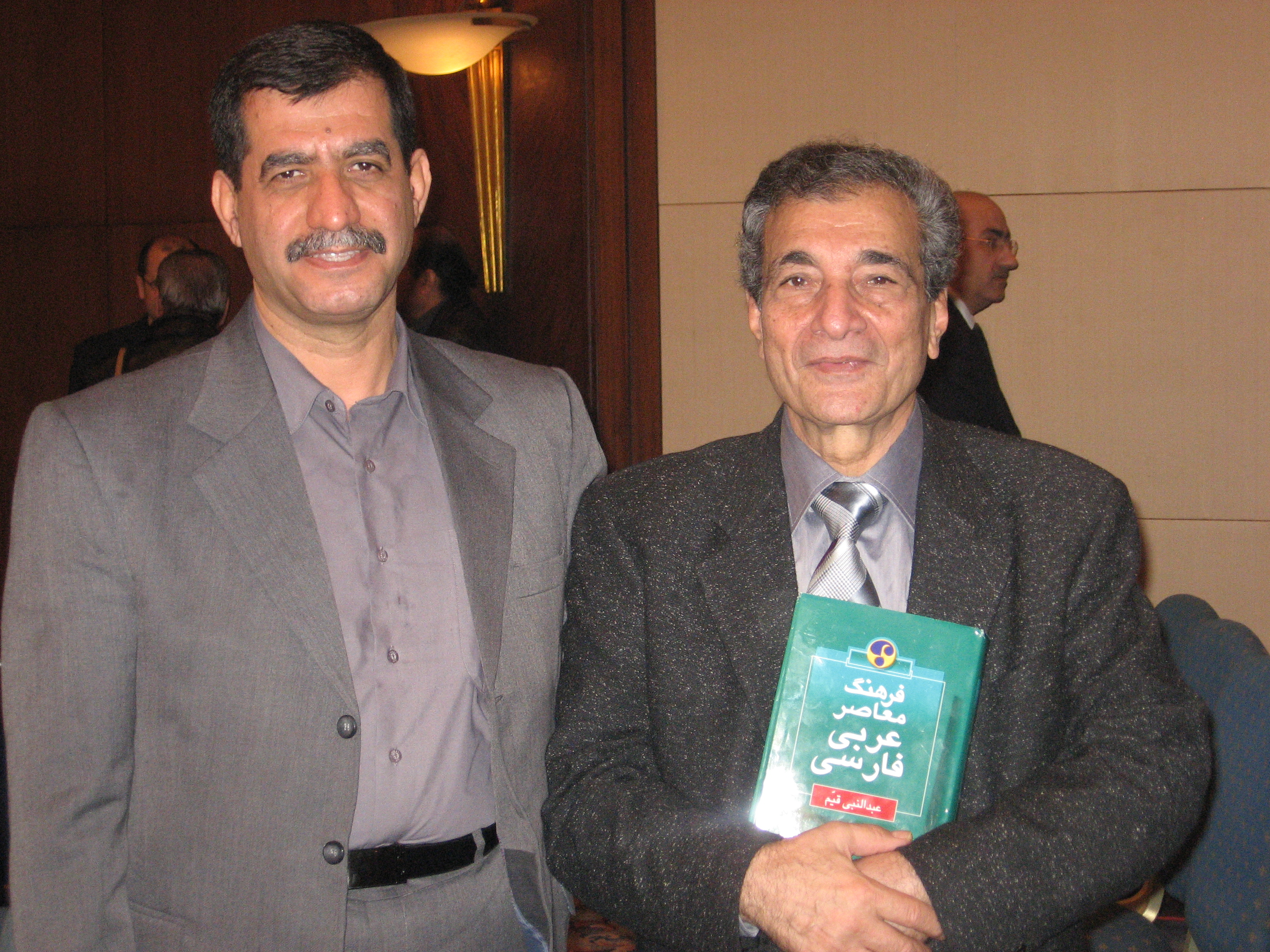
فاروق شوشه (سمت راست) در کنار عبدالنبی قیم در پنجاهمین سالگرد راه‌اندازی مجله العربیه در کویت

- لغتنا الجمیلة.
- أحلی ۲۰ قصیدة حب فی الشعر العربی.
- أحلی ۲۰ قصیدة فی الحب الإلهی.
- العلاج بالشعر.
- لغتنا الجمیلة ومشکلات المعاصرة.
- مواجهة ثقافیة.
- عذابات العمر الجمیل (سیرة شعریة).

### دیوان‌های شعر
- إلی مسافرة ۱۹۶۶.
- العیون المحترقة ۱۹۷۲.
- لؤلؤة فی القلب ۱۹۷۳.
- فی انتظار ما لا یجیء ۱۹۷۹.
- الدائرة المحکمة ۱۹۸۳.
- الأعمال الشعریة ۱۹۸۵. لغة من دم العاشقین ۱۹۸۶.
- یقول الدم العربی ۱۹۸۸.
- هئت لک ۱۹۹۲.
- سیدة الماء ۱۹۹۴.
- وقت لاقتناص الوقت ۱۹۹۷.
- حبیبة والقمر (شعر للأطفال) ۱۹۹۸.
- وجه أبنوسی ۲۰۰۰.
- الجمیلة تنزل إلی النهر ۲۰۰۲.
- أروع من عینیک: لا.[۴][۵]